# Neurateles alaskensis
Neurateles alaskensis är en stekelart som först beskrevs av William Harris Ashmead 1902.  Neurateles alaskensis ingår i släktet Neurateles och familjen brokparasitsteklar. Inga underarter finns listade i Catalogue of Life.